# 中坪镇 (黔西市)
中坪镇，是中华人民共和国贵州省毕节市黔西市下辖的一个乡镇级行政单位。

## 行政区划
中坪镇下辖以下地区：
中坪社区、黄泥坡村、老街村、大湾村、飞蛾村、建设村、石坪村、证明村、沙旮村、洗坪村、柏杨村、广兴村、新厂村、顺河村、良丰村、关寨村、中坝村和吉丰村。